# Рудольф Ганна
Га́нна Васи́лівна Рудо́льф, до шлюбу Оніщук (* 1978, Севастополь) — німецька шахістка українського походження.

## З життєпису
Народилась 1978 року в місті Севастополь. Молодша сестра гросмейстера Олександра Оніщука.
Виступає в командних чемпіонатах Німеччини і до сезону 2003/2004 була під дошлюбним прізвищем. Познайомилася з майстром ФІДЕ Йоханнесом Рудольфом і змагалася із ним на турнірах у Золінгені. У червні 2007 року отримала звання міжнародного майстра від FIDE. Вона виконала необхідні стандарти в сезонах 2002/2003 та 2006/2007 німецької жіночої Бундесліги та на Чемпіонаті Європи серед жінок 2007 року в Дрездені. Станом на 2020 рік вона є тренеркою ФІДЕ.